# Pölkenstraße
Die Pölkenstraße ist eine Straße in Quedlinburg in Sachsen-Anhalt.

## Lage
Die Straße befindet sich im östlichen Teil des historischen Stadtkerns westlich der Kirche St. Nikolai. Sie verläuft vom Steinweg mit einem leichten Bogen in südsüdwestlicher Richtung etwa 350 Meter bis zur Gabelung von Turmstraße und Bahnhofstraße.
Die Hausnummern folgen dem System der Hufeisennummerierung, so dass sich am südlichen Ende links die niedrigste und rechts die höchste Nummer befinden. Die Pölkenstraße ist als Einbahnstraße nur in nördlicher Richtung zu befahren.

## Baudenkmäler
Über den gesamten Straßenverlauf verteilen sich beidseitig über 30 denkmalgeschützte Wohn- bzw. Wohngeschäftshäuser, von denen die ältesten im 17. Jahrhundert und die jüngsten zu Beginn des 20. Jahrhunderts gebaut wurden. Zu diesen gehören die Häuser:
- Pölkenstraße 1, 2
- Pölkenstraße 5
- Pölkenstraße 7
- Pölkenstraße 8
- Pölkenstraße 9
- Pölkenstraße 11
- Pölkenstraße 15
- Pölkenstraße 17
- Pölkenstraße 18
- Pölkenstraße 19
- Pölkenstraße 21
- Pölkenstraße 22
- Pölkenstraße 25
- Pölkenstraße 26
- Pölkenstraße 27
- Pölkenstraße 28
- Pölkenstraße 29
- Pölkenstraße 31
- Pölkenstraße 33
- Pölkenstraße 34
- Pölkenstraße 37
- Pölkenstraße 38
- Pölkenstraße 39
- Pölkenstraße 42
- Pölkenstraße 43
- Pölkenstraße 44, 45
- Pölkenstraße 46
- Pölkenstraße 47
- Pölkenstraße 48
- Pölkenstraße 49
- Pölkenstraße 50
- Pölkenstraße 51a